# Рудаков, Александр Ильич
Алекса́ндр Ильи́ч Рудако́в (1817 — 11 февраля 1875, Санкт-Петербург) — вице-адмирал, главный правитель Российско-американской компании.

## Биография
Александр Рудаков родился в 1817 году. 28 марта 1829 года был зачислен в Морской кадетский корпус, где так же учился его брат Дмитрий.
8 декабря 1832 года произведен в чин гардемарина и в следующем году совершил учебную компанию в Балтийском море на 110-пушечном корабле «Император Пётр I» под командованием капитана первого ранга И. П. Епанчина. 19 декабря 1834 года произведен в чин мичмана с назначением в Черноморский флот. 
В 1835—1836 годах на 16-пушечной шхуне «Гонец» перешел из Николаева в Севастополь, а оттуда в Константинополь, в распоряжение российского посольства, и крейсировал в Архипелаге и Средиземном море до берегов Египта. В 1837—1841 годах на той же шхуне, 18-пушечном бриге «Кастор», фрегатах «Штандарт», «Агатополь», «Флора» и «Бургас», крейсировал у Восточного берега Чёрного моря и за отличие, оказанное в 1837 году в деле против горцев, награждён был орденом Святой Анны IV степени с надписью «За храбрость», а за участие при десантной высадке в 1839 году при занятии местечек Субаши и Шахе был награждён орденом Святого Станислава III степени. 14 апреля 1840 года произведен в чин лейтенанта и в 1842 году переведен из Черноморского в Балтийский флот, где крейсировал на корабле «Орел» в Балтийском море, а в 1844 году на бриге «Аякс» совершал плавания между портами Финского залива.
1 ноября 1844 года поступил на службу в Российско-американскую компанию и в 1845—1849 годах, командуя компанейскими кораблями «Наследник Александр», «Князь Меншиков» и бригами «Байкал» и «Промысел», выходил в плавания из Ново-Архангельска в Калифорнию, Сан-Франциско и к берегам Камчатки, после чего в 1850 году вернулся берегом в Санкт-Петербург. 9 мая 1851 года произведён в чин капитан-лейтенанта, а 11 июля назначен помощником главного правителя Российско-американской компании с производством в чин капитана второго ранга, и в 1851—1852 годах на компанейском корабле «Кадьяк» перешёл из Кронштадта в Ново-Архангельск на Аляске.
С 31 марта 1853 года по 22 апреля 1854 года исполнял обязанности главного правителя Российско-американской компании. В 1854—1857 годах находился в откомандировке на острове Кадьяке «для водворения там разработки и для устройства торговли местными произведениями» и 30 августа 1855 года был произведён в чин капитана первого ранга. 6 октября 1858 года был прикомандирован к 20-му флотскому экипажу, с увольнением от занимаемой должности, а 29 декабря 1859 года был назначен начальником Астрабадской станции на острове Ашур-Ада в Астрабадском (Горганском) заливе. 4 апреля 1862 года переведён был в 45-й Каспийский флотский экипаж, 5 сентября того же года прикомандирован был к 14-му экипажу, а 16 марта 1863 года был причислен к 8-му флотскому экипажу. В 1864 году награжден крестом «За службу на Кавказе». 
1 января 1865 года был произведён в чин контр-адмирала с зачислением по резервному флоту, а 12 января 1870 года произведен в чин вице-адмирала с увольнением в отставку. Похоронен на кладбище Сорвали в Выборге.